# ピュアフル小説賞
ピュアフル小説賞（ピュアフルしょうせつしょう）は、日本の文学賞。

## 概要
主催はポプラ社。ジャイブ小説大賞（2003年 - 2009年）の後継として創設された。ポプラ社小説新人賞（2011年 - ）の前身。日本語で書かれた未発表の小説作品を募集。規定枚数は、400字詰原稿用紙200枚以上500枚以下。恋愛、ミステリ、ファンタジー、家族もの、スポーツもの、時代もの、職業ものなど、ジャンルは不問。応募資格は不問。選考は、ポプラ文庫ピュアフル編集部による。大賞受賞者へ贈られる賞金は30万円。2011年3月31日の第2回締切をもって終了となった。2011年、第1回大賞を受賞した小説『黒揚羽の夏』が、再現ドラマ化されている。

## 受賞作一覧
| 回（年度）        | 応募数 | 賞                         | 受賞者                     | 受賞作                     | 刊行                           |            |
| ----------------- | ------ | -------------------------- | -------------------------- | -------------------------- | ------------------------------ | ---------- |
| 第1回（2010年度） | 139編  | 大賞                       | 倉数茂                     | 「黒揚羽の夏」             | 2011年7月 ポプラ文庫ピュアフル |            |
| 第1回（2010年度） | 139編  | 優秀賞                     | 該当作なし                 | 該当作なし                 | 該当作なし                     | 該当作なし |
| 第1回（2010年度） | 139編  | 奨励賞                     | 永野拓哉                   | 「七人の三角ベ―ス」        | 2016年11月 文芸社              |            |
| 第1回（2010年度） | 139編  | 奨励賞                     | 尾木直子                   | 「空を突き破れ」           |                                |            |
| 第2回（2011年度） | 82編   | 大賞・優秀賞とも該当作なし | 大賞・優秀賞とも該当作なし | 大賞・優秀賞とも該当作なし | 大賞・優秀賞とも該当作なし     |            |